# Breite Straße 33 (Quedlinburg)

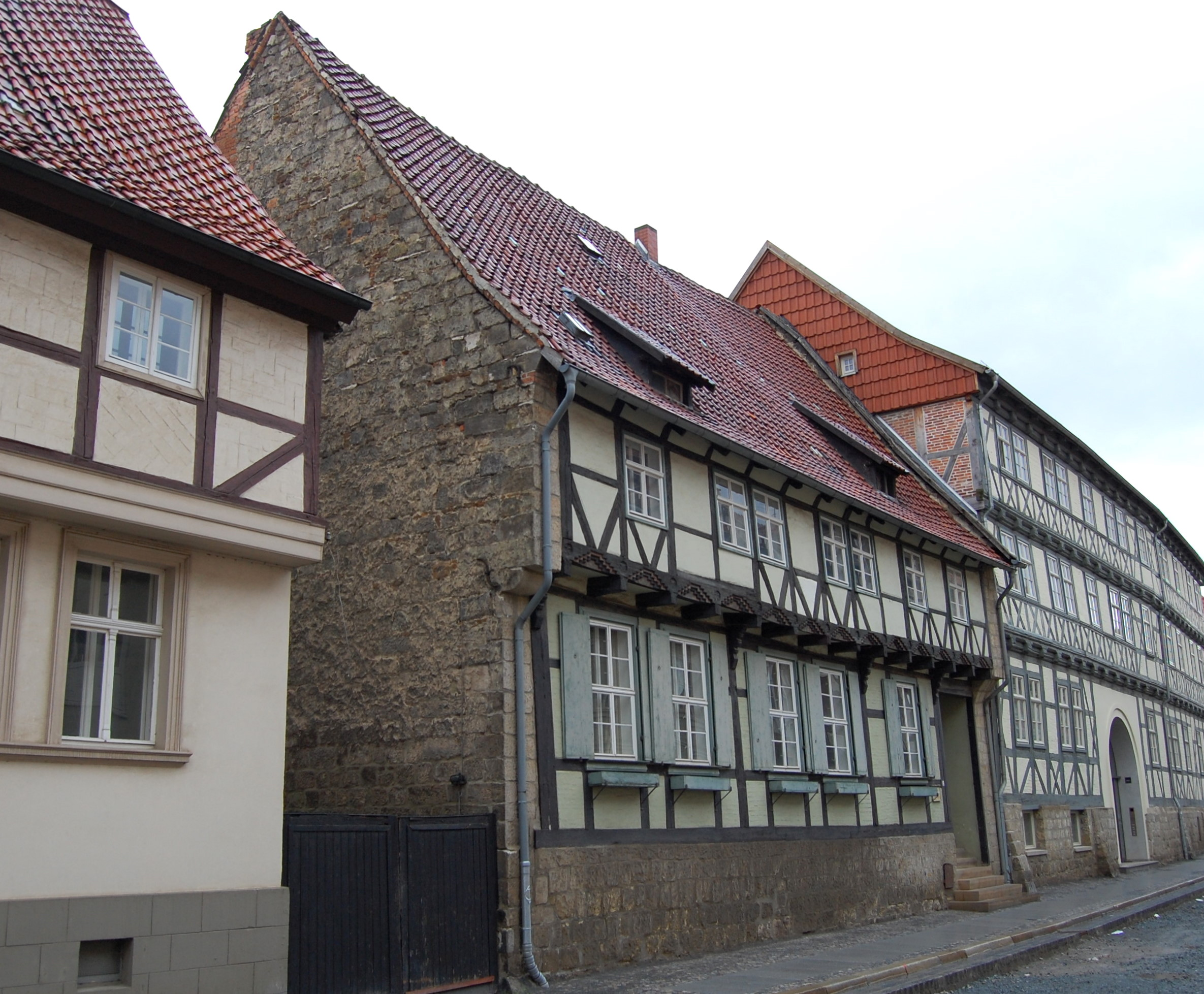
Breite Straße 33

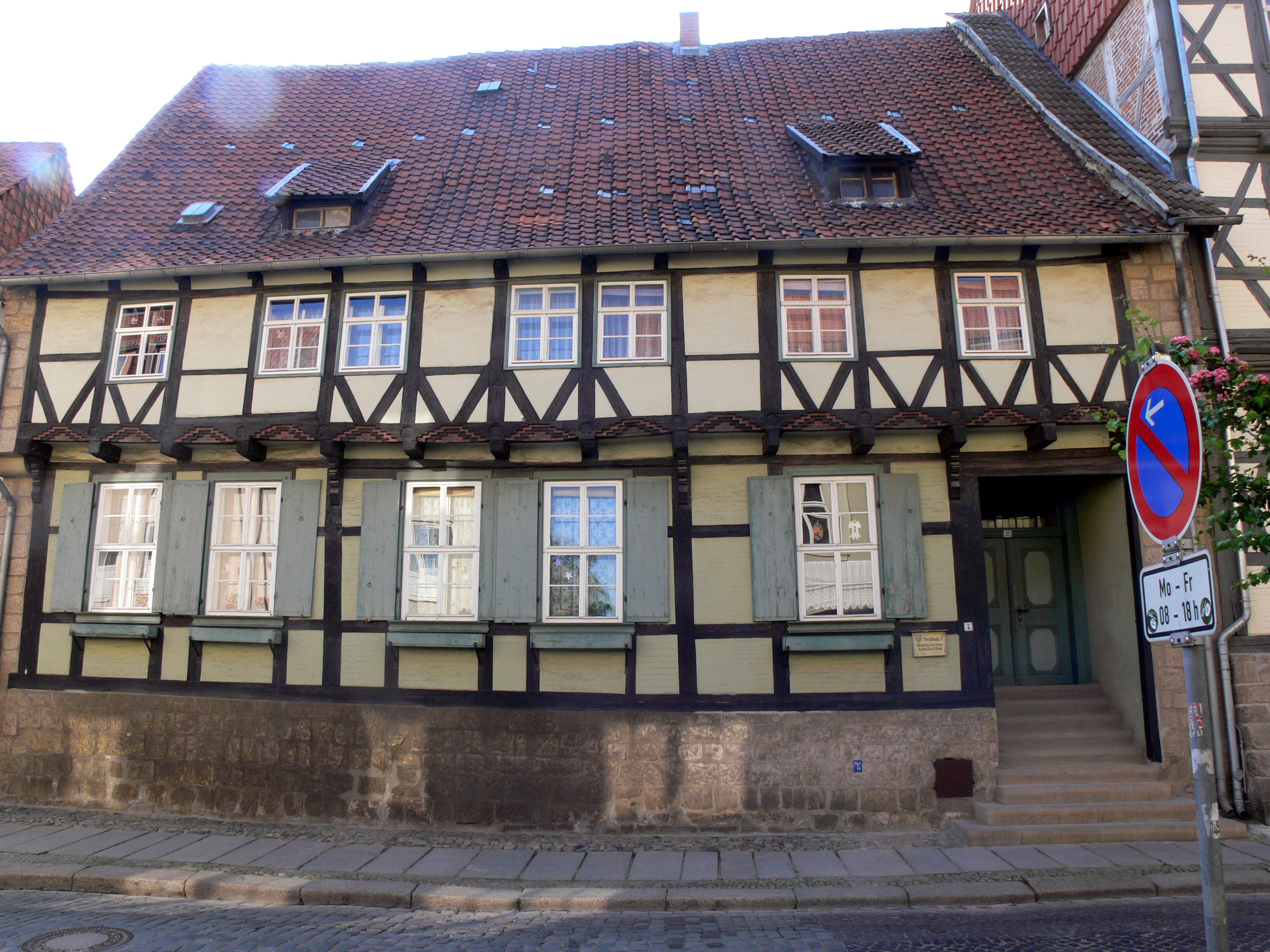
Fassadenansicht

Das Haus Breite Straße 33 ist ein denkmalgeschütztes Wohnhaus in der Stadt Quedlinburg in Sachsen-Anhalt.

## Lage
Das Fachwerkhaus befindet sich in der zum UNESCO-Weltkulturerbe gehörenden Quedlinburger Innenstadt. Südlich des Hauses steht das gleichfalls denkmalgeschützte Haus Breite Straße 34. Im Quedlinburger Denkmalverzeichnis ist es als Wohnhaus eingetragen.

## Architektur und Geschichte
Es entstand im Jahr 1477 und gehört zu den wenigen erhaltenen Fachwerkgebäuden der Spätgotik. An der Nord- und Südseite des zweistöckigen Gebäudes befinden sich starke Brandgiebel. Das Fachwerk ist mit Fußstreben, mit Schnitzereien verzierten Knaggen und einem Treppenfries verziert. Bemerkenswert ist eine im Stil des Frühklassizismus gestaltete Tür.
Es wird angenommen, dass das Gebäude dem Franziskanerkloster in Schulstraße verbunden war. Das Haus stand lange im Eigentum der Kirche. Ein, jetzt mit einem Tor verschlossener Durchgang, wird als Klostergasse bezeichnet. Am Gebäude sind drei größere Umbauten abzulesen, die auf das 17., 18. und 19. Jahrhundert datiert werden. Das Treppenhaus des Gebäudes entstand nach einer Datierung 1722. Auch Elemente des Früh- und Spätbarock sind vorhanden. Beide Giebelseiten des Gebäudes sind als Brandmauern ausgeführt und bewahrten das Gebäude tatsächlich vor Stadtbränden.
Auch die Bebauung des Hofs ist als Fachwerkbau ausgeführt und entstand im 18. Jahrhundert. Als Unterbau dient ein mittelalterliches Quadermauerwerk.
Im Jahr 2012 erfolgte eine Sanierung durch das Architekturbüro qbatur, die durch den hallischen Bauhistoriker Olaf Karlson begleitet wurde.